# Cherokee City
Pour les articles homonymes, voir Cherokee.
Cherokee est une census-designated place du comté de Benton, dans l’État américain de l'Arkansas.